# سیارک ۳۴۱۲۳
سیارک ۳۴۱۲۳ (به انگلیسی: 34123 Uedayukika، نامگذاری:2000QD) سی و چهار هزار و صد و بیست و سومین سیارک کشف شده‌است که در ۲۵ اوت ۲۰۰۰ کشف شد.